# Куличенко Яків Іванович
Куличенко (Куліченко) Яків Іванович (1888 – ?) – громадський і політичний діяч, член Центральної Ради УНР, депутат Всеросійських Установчих Зборів, голова Миргородської Ради селянських депутатів, Миргородський міський голова.

## Родина
Народився 1888 року в місті Миргород. Походив із селян. Мав брата Максима (Максима Івановича Куличенка) та сестру Єлизавету. Був одружений, мав доньку.

## Дореволюційна діяльність
У 1911 році – член Миргородського сільськогосподарського товариства. 
1914 рік – службовець Миргородської повітової земської управи.
У 1915-1916 роках разом із Григорієм Васильовичем Воскобійником (батьком Івана, Михайла та Олексія Воскобійників) та Михайлом Корнійовичем (Карповичем) Рогочієм – член Миргородського ощадно-позикового товариства.
За політичними поглядами був близький до українських соціал-демократів (згідно свідчень миргородської поліції). 
Член партії українських соціалістів-революціонерів (есерів).
З 1911 року (за іншими даними – з 1915 року) перебував під наглядом поліції (царської охранки).

## Громадсько-політична діяльність у роки Української революції
07 серпня 1917 року обраний від Миргородського повіту до третього складу Української Центральної Ради (07 серпня 1917 року – 31 березня 1918 року). 
У вересні 1917 року обраний головою Земських зборів у Миргородському повіті й головою Миргородської ради селянських депутатів (на виборах перемогли українські есери у блоці з Українською селянською спілкою).
У листопаді 1917 року також обраний депутатом Всеросійських установчих зборів від Полтавського виборчого округу за списком № 8 від блоку Української селянської спілки та Української партії соціалістів-революціонерів. 
З 16 листопада 1917 року по січень 1918 року — миргородський міський голова.

## Життя у міжвоєнний час
В 1930-х роках проживав у місті П’ятигорськ (нині місто крайового підпорядкування в Ставропольському краї, Росія).  
09 березня 1939 року засуджений Орджонікідзенським крайовим судом до 10 років позбавлення волі (виправно-трудових робіт) за звинуваченням за статтею 58-10 (Антирадянська агітація) Кримінального кодексу РСФСР.    

## У період Другої світової війни
Відомо, що у 1943 році Іван Куліченко працював в очолюваній редактором Михайлом Воскобійником газеті «Миргородські вісті» (друкованому органі Миргородського гебіту), а також, створив та очолив Миргородське благодійне товариство «Братерство», яке надавало допомогу стражденним, сиротам, немічним. 
Активними членами товариства були: Іван Іванович Бакало (шкільний інспектор області, педагог і економіст), Конон Карпович Капелька (аптекар за фахом, фотограф-аматор), лікарка Борзило, завідувач майстерні шевців Колісник, Стасенко — завідувач газзаводу, Лотарів — завідувач нафтобази. Ця група була близькою до Українського Червоного Хреста та українського підпілля.

## Подальша доля
У післявоєнний час працював на новобудовах, заводах на півдні України, у місті Каховка Запорізької області. 